# Arngrim Brandsson

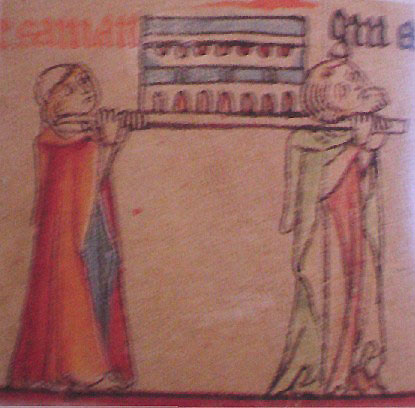
Procession med Gudmund den godes relikskrin.

Arngrim Brandsson (Arngrímr Brandsson) var abbot i Tingöre kloster (Þingeyraklaustur) på norra Island åren 1350-1361. Han är mest känd för att ha författat en saga om Hólarbiskopen Gudmund Arason den gode (Guðmundur góði Arason), som genom sin givmildhet mot de fattiga beskylldes för att skingra kyrkans medel och kom i konflikt med hövdingarna.
Efter sin död blev han på Island dyrkad som helgon och fick rykte som stor undergörare. Sagan, som tar upp åtskilliga händelser i biskopens liv, har också till eftervärlden bevarat en mängd verser av skalden Einar Gilsson, Islands förste till namnet kände ríma-diktare.
Arngrim författade även en drapa på hrynhent vers om biskop Gudmund. Dikten, som är bevarad i sin helhet, har 66 strofer med dubbelt omkväde och följer sagans innehåll mycket nära. Finnur Jónsson antog att drapan tillkommit på anmodan av biskop Orm Aslaksson (Ormr Ásláksson) i anledning av skrinläggningen av Gudmunds ben.
Arngrim hade ett stort musikintresse, och tycks också ha varit Islands förste orgelbyggare. Han avled den 13 oktober 1361.